# جص أسمنتي

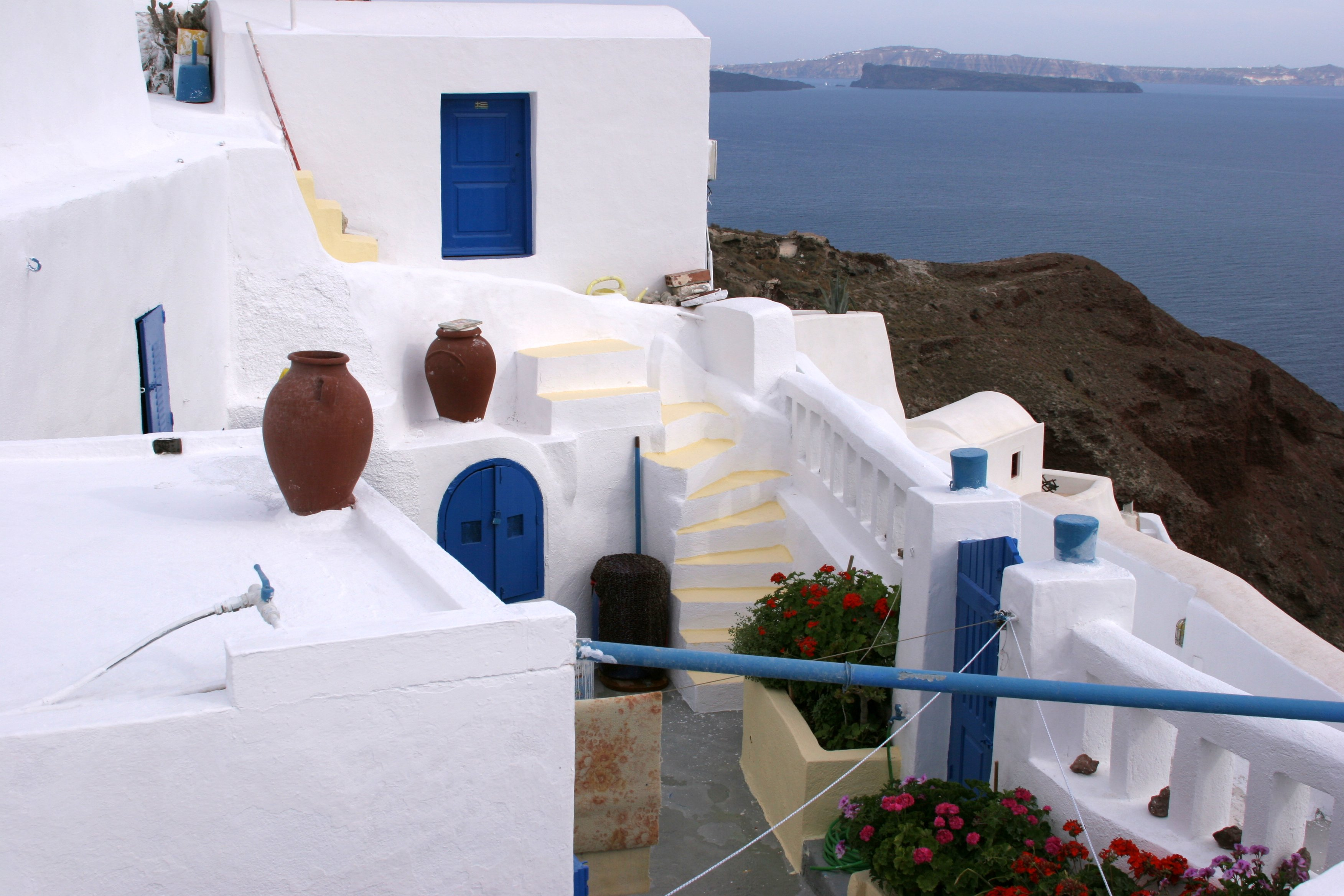
بيت ملبَّس بجص أسمنتي في اليونان

الجِصّ الأسمنتي (بالإنجليزية: Cement render, Cement plaster)‏ هو خليط ملاطي من الرمال والأسمنت (والجير اختياريًا) والماء على الآجر أو الخرسانة أو الحجر أو الآجر الطيني. يُستخدم بالعادة على الجدران الخارجية، ولكنه يمكن أن يُستخدم في بعض أجزاء الجدران الداخلية. يعتمد الجص الأسمنتي على المظهر المطلوب، فهو يمكن ان يكون خشنًا أو ناعمًا، ويمكن أن يكون طبيعيًا أو ملونًا أو مرسومًا. تسمى العملية التي تستخدم فيها هذه المادة بالتجصيص الأسمنتي.
لقد اُستُخدم الجص الأسمنتي المصنوع من الآجر، والخرسانة، والطين لعدة قرون لتحسين المظهر، وأحيانًا لمقاومة الظروف الجوية في الجدران الخارجية. ويمكن رؤيته بأشكال مختلفة في جميع أنحاء جنوب أوروبا، كاليونان وإيطاليا، حيث أن لكل دولة طرازها وألوانها التقليدية الخاصة بها. يُعتبر الأسمنت اختياريًا في المملكة المتحدة. ويُعتبر الجير في البلدان الأخرى اختياريًا. يتفاعل الأسمنت الموجود في الجص الأسمنتي مع الماء بنفس الطريقة التي يتفاعل بها مع الخرسانة.